# Соколівка (Погребищенський район)
Соколі́вка — колишнє селище в Україні. Підпорядковувалося Новофастівській сільській раді Погребищенського району Вінницької області. Зняте з обліку рішенням Вінницької обласної ради від 27 квітня 2012 року. Код КОАТУУ — 0523483303.

## Географія
У селищі бере початок річка Безіменна, права притока Оріховатки.

## Населення
За даними перепису 2001 року в селищі не було наявного населення.
| Рік            | 1989 | 2001 |
| -------------- | ---- | ---- |
| Кількість осіб | 1    | -    |